# Каландаришвили, Юлия Вячеславовна
Юлия Вячеславовна Каландаришвили (род. 4 сентября 1992 года, Санкт-Петербург) — российский театральный режиссёр и театральный педагог.

## Биография
В 2010—2012 гг. — педагог студии жестового пения «Поющие руки» при школе-интернате № 1 для глухих детей в Санкт-Петербурге.
Окончила РГИСИ (2012—2017) по специальности режиссура драматического театра, курс Ю. М. Красовского (педагог режиссёрской группы — Анджей Бубень).

Первую известность в России режиссёру принесли постановки по книге «Цацики идёт в школу» М. Нильсон-Брэнстрем, которые Ю. Каландаришвили сделала почти одновременно сразу в двух театрах — Хабаровском ТЮЗе и театре «Суббота» в Санкт-Петербурге. Оба спектакля вошли в различные программы фестиваля Национальной театральной премии России «Золотая маска». Стали участниками множества театральных фестивалей в России и за границей. В них предельно остро в современном российском театре была заявлена темы моббинга и буллинга.
«Спектакль Юлии Каландаришвили получился хитом и обернулся настоящей удачей. А формула этого успеха проста и незатейлива: живой яркий текст, умноженный на бесконечно талантливую актёрскую игру и грамотную режиссуру (…) Но не только веселой возней и суетливой беготней, этими чудесными приметами детства, хорош данный спектакль. Нотки нежности и лиричности, важные мысли на вечные темы, освещение проблемы школьного буллинга (если вы следите за новостями, то понимаете, насколько она актуальна!) также составляют суть этой замечательной постановки. Вы обязательно найдете темы для разговоров с детьми, когда представление окончится. И в этом также заключена важная миссия столь нужного в наши дни спектакля».
Режиссёр последовательно работает в области театра для детской и подростковой аудитории, и несмотря на молодость, в последние несколько лет стала одним из реформаторов российского театра для детей. Материалом для спектаклей Ю. Каландаришвили почти всегда становятся популярная современная детская литература (чаще проза), которую никто не пробовал реализовать на театральной сцене. Спектакли режиссёра всегда обращаются к острым проблемным темам в жизни ребёнка и зачастую становятся формой проигрывания сложных и болезненных ситуаций этапов взросления, не стесняясь касаться табуированных тем. Так обозреватель журнала «Собака.ру» Наталия Эфендиева в рецензии на сиквел «Цацики и его семья» пишет: 
«Если в первом „Цацики“ откровенно говорили о школьной травле и как её преодолевать, то во втором речь заходит о способности принять неизбежное — например, расставание с тем, кого любишь». 
Развивает эту мысль критик Петербургского театрального журнала: 
«Для Каландаришвили Цацики оказывается персонажем, словами которого можно, в обход все ещё повсеместной ханжеской морали, высказаться напрямую о том, что дети скрывают, никогда не озвучивают или же просто не знают. От вроде простого, но заставляющего зрителя вздрогнуть слова „член“ до глубокого погружения в непростые взрослые отношения, в которых ребёнку неизменно хочется счастья и любви. Цацики и в литературной, и в театральной версии — тот самый герой, который задается нужными вопросами и даже находит на них ответы».
Еще одной громкой премьерой стал в 2019 г. спектакль «Я — кулак, Я — А-н-н-а» М. Райцес в Красноярском театре кукол, выдвинутый на «Золотую маску» сразу в трех номинациях, в том числе и «Лучшая работа режиссёра». 
"Режиссёр Юлия Каландаришвили родилась в семье неслышащих родителей, а во взрослом возрасте несколько лет работала в школе для неслышащих детей. Формально её спектакль — история про ребёнка с ограниченными возможностями, но, как говорит сама Каландаришвили, тема гораздо шире. «Главной героине 12 лет — это возраст, в котором любому подростку кажется, что его не слышат. — рассказывает режиссёр. — Он чувствует себя маленьким и одиноким в этом большом мире. Часто такой внутренний подросток живёт и во взрослых людях», — пишет журнал Сноб. Спектакль был показан на гастролях в Москве и Санкт-Петербурге.
В основном Каландаришвили работает приглашенным режиссёром в различных театрах. Но в 2020 г. продюсер Наталия Сергеевская основала частный театральный коллектив «Театральный проект 27», где Юлия Каландаришвили сделала уже четыре спектакля, став постоянным автором нового частного театра. Её первый спектакль в этом проекте — «Лис Peace» по книге «Пакс» С. Пеннипакер вызвал серьёзный резонанс в прессе. Следующая постановка — спектакль «Жирная Люба» по книге О. Липовецкого, который выступил и актёром в этом моноспектакле, была воспринята восторженно: «В спектакле Олега Липовецкого — нет ни одной неверно взятой ноты, ни одного преувеличения, недосказанности, наигранности. Тут тоже очень много смешного и в то же время пронзительного, щемящего». В 2022 году для компании «Театральный проект 27» Каландаришвили создала две постановки. Первая — спектакль в форме настольной игры «Краш в сердце» посвящен половому воспитанию подростков: «С 16 лет мы имеем право на обсуждение с подростками вопросов, касающихся полового воспитания, и считаем, что телесность является одной из важнейших тем для обсуждения с ними. Игровой формат, где ты говоришь не о себе, а о персонаже, снимает неловкость в разговоре и об эмоциональном, и о физическом влечении», — делилась в интервью замыслом Каландаришвили. Еще одной постановкой стала «Тетрадь мщения», моноспектакль актёра Игоря Головина.
Спектакли режиссёра регулярно участвуют в престижных театральных фестивалях России. В 2022 г. сразу две премьеры были включены в конкурсную афишу Большого детского фестиваля в Москве. Спектакль «Жирная Люба» включен в список самых заметных спектаклей сезона 2021—2022 гг. по мнению экспертного совета «Золотой маски» и включен экспертным советом Российской национальной премии в области театрального искусства для детей «Арлекин» во внеконкурсную программу фестиваля премии.

### Постановки
- «Погружение» А. Сафронова — Театр Балтийского флота, г. Кронштадт (2017)
- «Дракон» Е. Шварц — Областной драматический театр г. Вышний Волочок (2017)
- «Ханума» А. Цагарели — Прокопьевский Драматический театр им. Ленинского Комсомола (2018)
- «Цацики идёт в школу» М. Нильсон-Брэнстрем — Хабаровский театр юного зрителя (2018)
- «Цацики идёт в школу» М. Нильсон-Брэнстрем — Санкт-Петербургский театр «Суббота» (2018)
- «Цацики и его семья» М. Нильсон-Брэнстрем — Санкт-Петербургский театр «Суббота» (2019)
- «Воин» М. Огнева — «Первый театр» (Новосибирск, 2019)
- «Манолито очкарик» Э. Линдо — Никитинский театр (Воронеж, 2019)
- «Я — кулак, Я — А-н-н-а» М. Райцес — Красноярский театр кукол (2019)
- «Котофония: струнные и деревянные духовые инструменты» — Академическая капелла Санкт-Петербурга (2019)
- «Настоящее непродленное время» П. Бородиной — Вологодский театр для детей и молодежи (2020)
- «Пеццетино» по Л. Лионни — Хакасский национальный театр кукол «Сказка» (2020)
- «Дневник кота-убийцы» Э. Файн — Севастопольский ТЮЗ (2020)
- «Лис Peace» по книге «Пакс» С. Пеннипакер, моноспектакль актёра Ивана Писоцкого, Театральный проект 27 (2020)
- «Поцелуй Ируканджи» пьеса О. Варшавер по мотивам книги «Доклад о медузах» А. Бенджамен — Архангельский Молодёжный театр (2021)
- «Самые добрые в мире» по книге У. Нильсона. Красноярский ТЮЗ (2021)
- «Жирная Люба», моноспектакль О. Липовецкого по его же книге «Жизнь номер один». Театральный проект 27 / Театр Шалом (2021)
- «Краш в сердце» по книге «Шторм в сердце / Сердце Шторма» А. Херцог, Театральный проект 27 (2022)
- «Тетрадь мщения», моноспектакль актёра Игоря Головина на основе книги Ж.-К. Мурлева «Третья месть Робера Путифара», Театральный проект 27 (2022)

### Награды
Лауреат Молодёжной премии Санкт-Петербурга в области художественного творчества (2022)
Номинант Российской национальной театральной премии «Золотая маска» (2021 г.) за спектакль «Я — кулак, Я — А-н-н-а» по пьесе М. Райцес (Красноярский театр кукол)
Номинант Российской национальной премии театрального искусства для детей «Арлекин» (2021 г.) за спектакли: «Цацики и его семья» (театр «Суббота»), «Дневник кота-убийцы» (Севастопольский ТЮЗ), участник внеконкурсной программы фестиваля со спектаклем «Настоящее непродленное время» (Вологодский театр для детей и молодежи).
Лонг-лист Российской национальной театральной премии «Золотая маска» — в 2019 (Цацики идёт в школу), 2020 (Воин), 2021 (Цацики и его семья), 2023 (Жирная Люба).
Участие в фестивальных программах «Золотой маски» в Москве:
«Маска Плюс» (2019) — спектакль «Цацики идет в школу» театра Суббота
Внеконкурсная программа «Детский Weekend» — «Цацики идет в школу» Хабаровского ТЮЗа (2019), «Воин» новосибирского «Первого театра» (2020).
Лауреат Фестиваля Санкт-Петербургского отделения Союза театральных деятелей России «Театры Санкт-Петербурга — детям»
2018 г. — спектакль «Цацики идет в школу» в номинациях: «Актерский дуэт», «Лучший спектакль» 
2022 г. — спектакль «Жирная Люба»
Гран-при фестиваля FRIST (Бухарест, 2018) — спектакль «Цацики идет в школу».
Номинант Международной театральной премии для молодых «Прорыв» (Санкт-Петербург, 2019) в номинации «Режиссура» — спектакль «Цацики идет в школу».

## Интересные факты
Дальний родственник Юлии Каладаришвили знаменитый революционер начала XX века — Нестор Каландаришвили.